# Coordonnées vraies
En astronomie, les coordonnées vraies des étoiles tiennent compte des effets de la précession et de la nutation. Les coordonnées vraies sont déduites des coordonnées moyennes par une transformée décrite par la théorie de la nutation.

## Principe
Les catalogues d'étoiles donnent habituellement les coordonnées astrométriques des étoiles. Celles-ci sont les coordonnées moyennes à une époque T fixée. Si l'on désire connaître les coordonnées vraies à une autre époque, il est impératif de corriger les coordonnées moyennes en tenant compte de l'effet de la précession sur la durée écoulée entre les deux époques. Il suffira ensuite de reprendre les coordonnées obtenues et de leur ajouter l'effet de la nutation[réf. souhaitée].